# Al-yawm al-Sadis
Al-yawm al-sadis (àrab: اليوم السادس, Al-yawm as-sādis, ‘El sisè dia’, comercialitzada en anglès com The Sixth Day i en francès com Le Sixième Jour) és una pel·lícula franco-egípcia de comèdia dramàtica del 1986 escrita i dirigida per Youssef Chahine, segons un conte d'Andrée Chedid. És protagonitzada per Dalida, Mohsen Mohieddin, Shwikar, Hamdy Ahmed i Salah El-Saadany en els papers principals.

## Argument
Saddika Om Hassan viu amb el seu marit paralitzat i el seu net Hassan al Caire. El còlera va matar la majoria dels habitants del seu antic poble i es va estendre a la ciutat. El professor és atropellat i traslladat a l'hospital. Abans que se l'emportin els paramèdics, afirma que tornarà el sisè dia, perquè: «el sisè dia, o mors, o tornes a la vida...».
Saddika, la bella rentadora del Caire, intenta protegir el seu net Hassan de la terrible epidèmia de còlera que afecta el Caire. Insatisfeta amb la seva llar, però resignada, encara espera secretament el príncep encantador. Okka, una nova coneguda en la seva vida tan tancada —la família la va tancar al soterrani—, revelarà la dona que hi ha darrere de la valenta mare.

## Repartiment
- Dalida - Saddika
- Mohsen Mohieddin - Okka[4]
- Shwikar
- Hamdy Ahmed[5]
- Salah El-Saadany
- Mohamed Mounir
- Youssef Chahine[6]
- Zaki Abdel Wahab[7]

## Promoció
Dalida va fer una promoció excepcional d'aquesta pel·lícula, que suposadament s'estrenaria el 3 de desembre de 1986. Va aparèixer especialment amb Patrick Poivre D'Arvor al seu programa À la folie, pas du tout, entre molts altres platós de televisió. La crítica serà unànimement positiva, reconeixent el talent de Dalida com a actriu dramàtica, que sempre ha volgut buscar des dels seus primers rodatges. Però malgrat les crítiques extremadament positives, i malgrat l'enorme promoció, la pel·lícula, des de la seva estrena, només va vendre 53.118 entrades a tota França.